# Stecknadelhorn
Le Stecknadelhorn est un sommet des Alpes valaisannes qui culmine à 4 239 mètres d'altitude dans le massif des Mischabels.

## Ascension
Sa première ascension fut réalisée par Oscar Eckenstein, le 8 août 1887.